# Michel Bertay
Michel Bertay est un comédien et metteur en scène français.

## Biographie
Michel Bertay  fut élève du Conservatoire national supérieur d'art dramatique à Paris de 1951 à 1955. Il commença une carrière cinématographique dès 1954 dans le film Interdit de séjour de Maurice de Canonge. En 1957, il commence une carrière théâtrale à la fois comme comédien, notamment dans la Compagnie Renaud-Barrault, puis plus tard comme metteur en scène.
Michel Bertay fut l'assistant de Jean-Louis Barrault de 1960 à 1969 pour toutes les mises en scène de celui-ci. Il dirigea également les répétitions en allemand et les montages des créations par le Stadt-Theater d’Essen de Christophe Colomb de Paul Claudel en 1962 et par l’Opéra de Cologne de La Vie Parisienne d’Offenbach en 1969.
Michel Bertay collabora avec Maurice Béjart à la mise en scène de La tentation de Saint Antoine en 1967.
En 1991, il joue, dans la série télévisée Cas de divorce, le rôle de George Aurier, un vieux pépé passé de date, grabataire et impuissant qui cherche à divorcer d'une bimbo blonde suédoise de quatre milliards d'années sa cadette que son personnage a épousé et qui a essayé de l'arnaquer de manière éhontée.
De 1981 à 2002, il joua dans plusieurs téléfilms français et feuilletons télévisés. Ses deux dernières prestations furent dans un épisode de la série Docteur Sylvestre en 1999 et dans Central Nuit en 2002.

## Filmographie
- 1954 : Interdit de séjour de Maurice de Canonge
- 1954 : Le Vicomte de Bragelonne de Fernando Cerchio
- 1955 : Édition spéciale de Jules Berry
- 1955 : L'Affaire des poisons de Henri Decoin
- 1971 : L'Albatros de Jean-Pierre Mocky
- 1972 : Justine de Sade de Claude Pierson
- 1972 : Galaxie de Maté Rabinovsky
- 1972 : Les Hommes de Daniel Vigne
- 1972 : Sans sommation de Bruno Gantillon
- 1972 : Les Rois maudits de Claude Barma (rôle d'Etienne de Mornay), sur le petit écran
- 1972 : L'Affaire Dominici de Claude Bernard-Aubert
- 1972 : La Bonne Année de Claude Lelouch
- 1973 : Le Concierge de Jean Girault
- 1973 : L'Ombre d'une chance de Jean-Pierre Mocky
- 1973 : Le Permis de conduire de Jean Girault
- 1975 : Docteur Françoise Gailland de Jean-Louis Bertuccelli
- 1975 : Le Battant d'Alain Delon
- 1975 : Et la tendresse ? Bordel ! de Patrick Schulmann
- 1977 : Dossier danger immédiat (Épisode "L'affaire Martine Desclos") de Claude Barma
- 1979 : Les Enquêtes du commissaire Maigret, épisode : Maigret et la vieille dame de Stéphane Bertin TV
- 1982 : Médecins de nuit de Stéphane Bertin, épisode : La nuit d'Espagne (série télévisée)
- 1984 : Série noire : Un chien écrasé de Daniel Duval
- 1985 : Lien de parenté de Willy Rameau
- 1986 : Didi auf Vollen Touren de Wigbert Wicker
- 1994 : Noir comme le souvenir de Jean-Pierre Mocky
- 1997 : La 6e piste de Marc-André Grynbaum
- 1997 : Vidange de Jean-Pierre Mocky
- 1998 : Tout est calme de Jean-Pierre Mocky
- 2000 : La Confusion des genres de Ilan Duran Cohen
- 2002 : Les Araignées de la nuit de Jean-Pierre Mocky
- 2004 : Les Ballets écarlates de Jean-Pierre Mocky
- 2005 : Olé ! de Florence Quentin
- 2007 : René Bousquet ou le grand arrangement de Laurent Heynemann
- 2014 : La Clinique du docteur Blanche de Sarah Levy
- 2014 : Le Mystère des jonquilles de Jean-Pierre Mocky

## Théâtre
- 1957-1968 Michel Bertay fut membre permanent de la Compagnie Renaud-Barrault. Il participa à toutes les nombreuses tournées à l'étranger et à plusieurs festivals en France[2].

### Comédien
- 1980 Une drôle de vie de B. Clarck, théâtre Antoine
- 1980 Siegfried de Jean Giraudoux, mise en scène de Georges Wilson, Théâtre de la Madeleine
- 1980 Arsenic et vieilles dentelles de Joseph Kesselring, mise en scène de J. Rosny, Théâtre de la Madeleine
- 1982 Giraudoux au pays des hommes de Jean Desailly, Théâtre de la Madeleine
- 1982 L’Alouette de Jean Anouilh, mise en scène de M. Franceschi, Théâtre de la Madeleine
- 1982 Moi d'Eugène Labiche mise en scène de J. Rougerie, Comédie de Paris
- 1982 La Xème de Beethoven de Peter Ustinov mise en scène de P. Rondest, théâtre de la Madeleine
- 1983 Rhinocéros d'Eugène Ionesco mise en scène de A. Téphany, théâtre de la Madeleine
- 1984 Un otage de Brendan Behan mise en scène de Georges Wilson, théâtre de la Madeleine
- 1987 Harold et Maude de Colin Higgins/Jean-Claude Carrière mise en scène de Jean-Luc Tardieu, théâtre Antoine
- 1987 Les Pieds dans l'eau de Michel Lengliney mise en scène de E. Civanyan, théâtre de la Madeleine
- 1988 La Foire d'empoigne de Jean Anouilh, mise en scène de Nicole Anouilh, théâtre de la Madeleine
- 2002 La Folie au pouvoir de L. Lefroid mise en scène de J.P. Ancelle, Vingtième Théâtre

### Metteur en scène
- 1980 Frédéric Chopin de M. Reinhard, théâtre de la Madeleine
- 1982 L’Amour fou d'André Roussin, théâtre de la Madeleine
- 1985 Comme de mal entendu de Peter Ustinov, théâtre de la Madeleine